# Communauté de communes du pays d'Amance
La Communauté de communes du Pays d'Amance (CCPA) est une ancienne communauté de communes française, située dans le département de la Haute-Marne et la région Champagne-Ardenne.
Elle a fusionné avec d'autres pour former, le 1er janvier 2013, la communauté de communes Vannier Amance.

## Historique
L'intercommunalité a été créée par un arrêté préfectoral du 25 mai 1994.
Cette intercommunalité regroupait environ 2 500 habitants.
L'article 35 de la loi no 2010-1563 du 16 décembre 2010 « de réforme des collectivités territoriales » prévoyait d'achever et de rationaliser le dispositif intercommunal en France, et notamment d'intégrer la quasi-totalité des communes françaises dans des EPCI à fiscalité propre, dont la population soit normalement supérieure à 5 000 habitants.
Dans le cadre de la mise en œuvre du schéma départemental de coopération intercommunale approuvé par le préfet de Haute-Saône le 23 décembre 2011, elle fusionne avec la Communauté de communes du canton de Laferté-sur-Amance et la communauté de communes du pays Vannier pour former la Communauté de communes Vannier Amance avec date d'effet le 1er janvier 2013.

## Territoire communautaire

### Composition
L'intercommunalité regroupait en 2012 les 14 communes suivantes du département de la Haute-Marne :
- Arbigny-sous-Varennes
- Celles-en-Bassigny
- Celsoy
- Champigny-sous-Varennes
- Chézeaux
- Coiffy-le-Bas
- Haute-Amance
- Laneuvelle
- Lavernoy
- Marcilly-en-Bassigny
- Plesnoy
- Rançonnières
- Terre-Natale
- Vicq

## Organisation

### Siège
Le siège de l'intercommunalité était en mairie de Haute-Amance.

### Liste des présidents
L'intercommunalité était administrée par son conseil communautaire, constitué de délégués des  conseils municipaux de chaque commune membres.
| Période                                  | Période       | Identité         | Étiquette | Qualité                             |
| ---------------------------------------- | ------------- | ---------------- | --------- | ----------------------------------- |
| Les données manquantes sont à compléter. |               |                  |           |                                     |
| ?                                        | décembre 2012 | Pierre Rousselot | DVD       | Maire de Haute-Amance (2001 → 2014) |

### Compétences
L'intercommunalité exerçait les compétences qui lui avaient été transférées par les communes membres, conformément aux dispositions du code général des collectivités territoriales.

### Régime fiscal et budget
La Communauté de communes était un établissement public de coopération intercommunale à fiscalité propre.
Afin d'assurer la réalisation de ses compétences, la communauté de communes percevait une fiscalité additionnelle aux impôts locaux des communes, sans fiscalité professionnelle de zone et sans fiscalité professionnelle sur les éoliennes.